# Садки (Головинская сельская община)
Садки (укр. Садки) — село в Головинской сельской общине Ровненского района Ровненской области Украины.
До 2020 года входило в Костопольский район.
Население по переписи 2001 года составляло 226 человек. Почтовый индекс — 35041. Телефонный код — 3657. Код КОАТУУ — 5623480805.